# Холи (группа)
«Холи» — рок-группа из города Казани, известная во второй половине 80-х.

## История
Группа образовалась в феврале 1985 года и впервые выступила на прослушивании в только что организованный казанский рок-клуб. Оригинальный состав: Дэвид Панов (вокал, акустическая гитара), Артур Мустафин (бас, бэк-вокал), Макс Журавлёв (гитара, бэк-вокал), Гленн Казаков (перкуссия). Группа играла мелодичный рок и баллады, уделяя большое внимание лирике, имиджу и манере исполнения. В 1987 году «Холи» выступила на всесоюзном фестивале рок-музыки в Подольске — крупнейшем рок-фестивале тех лет.
По предположению авторов энциклопедии «Кто есть кто в советском роке», популярность группы можно объяснить не только музыкой, «но и тем, что „Холи“ старалась быть элементом рок-культуры со всеми выходящими из этого понятия символами, имиджем, созданием особой атмосферы своих сейшенов и т. д.». Группа даже выпускала фанзин (журнал для поклонников, заменявший в отсутствие интернета веб-сайт) «Ауди Холи», к концу 80-х превратившийся в довольно известный в подпольных кругах самиздатовский журнал о рок-культуре.
В 1987 году группа выпустила на магнитных носителях дебютный мини-альбом «Холи в натуре» с концертной записью 8 песен: «Те, которые едят бобы», «Мэри», «Гномы», «Больница», «Между ножом и вилкой», «У края пропасти», «Белая горячка», «Иезуиты». Журнал «Аврора» в рецензии отметил, что «„Холи“ — одна из ипостасей великого и могучего отечественного рок-движения». В 1988 году группа записала 10 песен в студии Татарского государственного телевидения для шоу режиссёра Шамиля Фаттахова. Запись получила известность как альбом «У края пропасти».
Основную часть наиболее известных песен «Холи» в тот период написал Дэвид Панов. В декабре 1988 года он покинул группу и перестал заниматься музыкой. Артур и Макс продолжили выступать под старым названием, однако в 1996 г. «Холи» распалась на «Крокодилли» и «Макса и Ко».
В 2024 году ХОЛИ объявили о воссоединении в составе: Макс Журавлев, Александр (Снейк) Давыдов, Георгий Лаврухин, Сергей Донцов.
18 февраля 2025 года группа презентовала релиз нового альбома "ХОЛИ. Время ЛиХо" 

## Дискография
Холи:
- «Холи В Натуре» (Live г. Н.Новгород), 1987;
- «У Края Пропасти», 1988;
- «Мы Не Мы», 1991;
- «Хуже, Чем Плохо», 1993;
- «Трагедии Агаты N-ской», 1994.
- «ХОЛИ. Время ЛиХо», 2025[5]

Крокодилли (Артур Мустафин):
- «Посидим с Крокодилли», 2001;
- «Солнце В Кедах», 2009.

Макс и Ко
- «По реке», 2006